# Kasteel van Mavaleix
Het Kasteel van Mavaleix (Frans: Château de Mavaleix) is een kasteel in de Franse gemeente Chalais. Het kasteel is een beschermd historisch monument sinds 1947.